# Colin Blunstone on air
Colin Blunstone on air is een muziekalbum van Colin Blunstone.
Het album bevat opnamen die Blunstone in de hoogtijdagen van zijn solocarrière had opgenomen voor de BBC. Het album was eerder uitgegeven door platenlabel Windsong met vermoedelijk dezelfde tracks. Bij de eerste twee tracks werd Blunstone begeleid door een strijkkwintet, bij track 5 werd de begeleiding verzorgd door de band Argent. Voor het overige worden geen musici vermeld, hetgeen zou kunnen betekenen dat Blunstone zijn liveband had meegenomen.

## Muziek
| Nr. | Titel                                                         | opnamen                                                | Duur |
| --- | ------------------------------------------------------------- | ------------------------------------------------------ | ---- |
| 1.  | Misty roses (Tim Hardin)                                      | Old Grey Whistle Test, 14 december 1971                | 5:03 |
| 2.  | Say you don’t mind (Denny Laine)                              | Old Grey Whistle Test, 14 december 1971, strijkkwintet | 3:30 |
| 3.  | Brother lover (Blunstone, Richard Kerr)                       | Old Grey Whistle Test, 10 maart 1973                   | 3:43 |
| 4.  | Something happens when you touch me (Blunstone, Richard Kerr) | Old Grey Whistle Test, 10 maart 1973                   | 3:52 |
| 5.  | Say you don’t mind (Denny Laine)                              | In session, 30 januari 1971, met Argent                | 3:30 |
| 6.  | I don’t believe in miracles (Russ Ballard)                    | In session, 23 oktober 1972, voor John Peel            | 3:00 |
| 7.  | Wonderful (Rod Argent, Chris White)                           | In session, 22 oktober 1973, voor John Peel            | 5:02 |
| 8.  | She's not there (Rod Argent)                                  | In session, 30 januari 1991                            | 2:22 |
| 9.  | Time of the season (Rod Argent)                               | In session, 30 januari 1991                            | 3:47 |
| 10. | Andorra (Rod Argent, Chris White)                             | In session, 30 januari 1991                            | 3:16 |
| 11. | Caroline goodbye (Blunstone)                                  | In session, 30 januari 1991                            | 2:15 |